# Miguel Aguilar (Boliviaans voetballer)
Miguel Gastón Aguilar (Santa Cruz de la Sierra, 29 september 1953) is een voormalig Boliviaans voetballer, die speelde als aanvaller. Hij beëindigde zijn actieve loopbaan in 1989 bij de Boliviaanse club Club Destroyers.

## Clubcarrière
Aguilar begon zijn professionele loopbaan in 1977 bij Oriente Petrolero en kwam daarnaast uit voor de Boliviaanse topclubs Club Bolívar, The Strongest en Club Blooming. Ook speelde hij in Argentinië bij Ferro Carril Oeste.

## Interlandcarrière
Aguilar speelde in totaal 34 officiële interlands voor Bolivia in de periode 1977-1983 en scoorde tien keer voor La Verde. Onder leiding van bondscoach Wilfredo Camacho maakte hij zijn debuut op 6 februari 1977 in de vriendschappelijke thuiswedstrijd tegen Paraguay (0-1).